# Emil Batliner

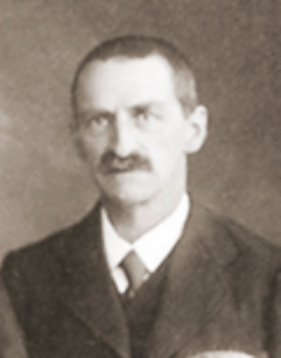
Batliner (1920)

Emil Batliner (* 19. April 1869 in Mauren; † 11. Juni 1947 ebenda) war ein liechtensteinischer Landwirt, Unternehmer und Politiker.

## Biografie

### Jugend und Beruf
Emil Batliner wurde 1869 als viertes von zehn Kindern von Bartholomäus Batliner (1842–1912) und dessen Frau Ursula (geborene Meier) geboren. Sein Vater war ein erfolgreicher Unternehmer, der sein Geld mit dem Verkauf von Torfscheitern verdiente und eine eigene Schnapsbrennerei betrieb. Zeitgenossen galt er als der reichste Unterländer.
Auf Grund der wirtschaftlich schlechten Lage in dem späten 19. Jahrhundert kam es in Liechtenstein ab 1882 zu einer Auswanderungswelle nach Amerika. Auch Emil Batliner befand sich unter den rund 200 Auswanderern. 1890 zog er nach Dubuque, Iowa. 1893 kehrte er wieder nach Liechtenstein zurück und heiratete im selben Jahr Emilie Walser aus Schaan. Aus der Ehe gingen zwölf Kinder, sechs Töchter und sechs Söhne, unter anderem Eduard Batliner, hervor. Von seinem Vater übernahm Emil Batliner die Schnapsbrennerei.
Durch die Wirtschaftskrise nach dem Ersten Weltkrieg verloren viele Liechtensteiner ihre Arbeit und ihr Erspartes. Auch Emil Batliner wurde von der Krise schwer getroffen. Sie beendete nicht nur den wirtschaftlichen Erfolg der Schnapsbrennerei, Batliner verlor auch den Grossteil seines Vermögens und konnte seiner Familie nicht mehr die Existenz sichern. Infolgedessen wanderten vier Söhne und eine Tochter in den 1920er Jahren nach Amerika aus. Nur ein Sohn kehrte nach einigen Jahren wieder zurück und führte in Mauren die Schnapsbrennerei seines Vaters weiter, bis diese 1967 aus Rentabilitätsgründen aufgeben werden musste.

### Politische Karriere
1909 wurde Batliner zum Gemeindevorsteher von Mauren gewählt und bekleidete dieses Amt bis 1918. 1910 wurde er in den Landtag des Fürstentums Liechtenstein gewählt. 1914 erfolgte seine Wiederwahl. 1918 verfehlte er den Wiedereinzug in den Landtag. Batliner hätte durch eine Stichwahl zwar noch stellvertretender Abgeordneter werden können, verzichtete jedoch darauf. Während seiner Zeit als Abgeordneter war er unter anderem Mitglied der Landesnotstandskommission, die sich während des Ersten Weltkrieges um die Versorgung der Bevölkerung kümmerte.
Als es im November 1918 zu einem Putsch gegen den Landesverweser Leopold Freiherr von Imhof kam, wählte der Landtag Martin Ritter zum Vorsitzenden einer provisorischen Regierung. Der Rechtsanwalt Wilhelm Beck und Emil Batliner wurden zu Mitgliedern der provisorischen Regierung gewählt. Batliner lehnte jedoch die Wahl ab, da er nicht einer Regierung angehören wollte, die ohne Wissen des Fürsten eingesetzt worden war. Am 22. Dezember 1918 gehörte Batliner zu den Gründungsmitgliedern der Fortschrittlichen Bürgerpartei. Von 1919 bis 1921 bekleidete er das Amt eines Landrat-Stellvertreters. Während seiner weiteren politischen Karriere war er Regierungsrat-Stellvertreter und Mitglied der liechtensteinischen Verhandlungsdelegation für den Zollvertrag mit der Schweiz. Von 1922 bis 1934 und von 1937 bis 1940 war er in Mauren als Vermittler tätig. Von 1924 bis 1930 fungierte er erneut als Gemeindevorsteher von Mauren. 1926 wurde er erneut in den Landtag gewählt und gehörte diesem bis 1939 an. Batliner war von 1926 bis 1928 sowie von 1932 bis 1935 und von 1937 bis 1938 Vizepräsident des Landtages.